# SMS Bremen
El SMS Bremen fue un crucero ligero (Kleiner Kreuzer en alemán) de la Kaiserliche Marine alemana, alistado en 1904 y líder de su clase.

## Historia

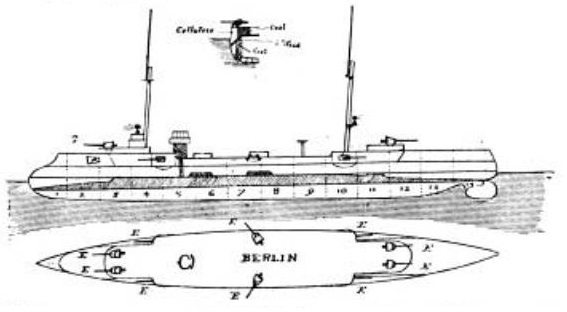
Planta y perfil de la clase Bremen

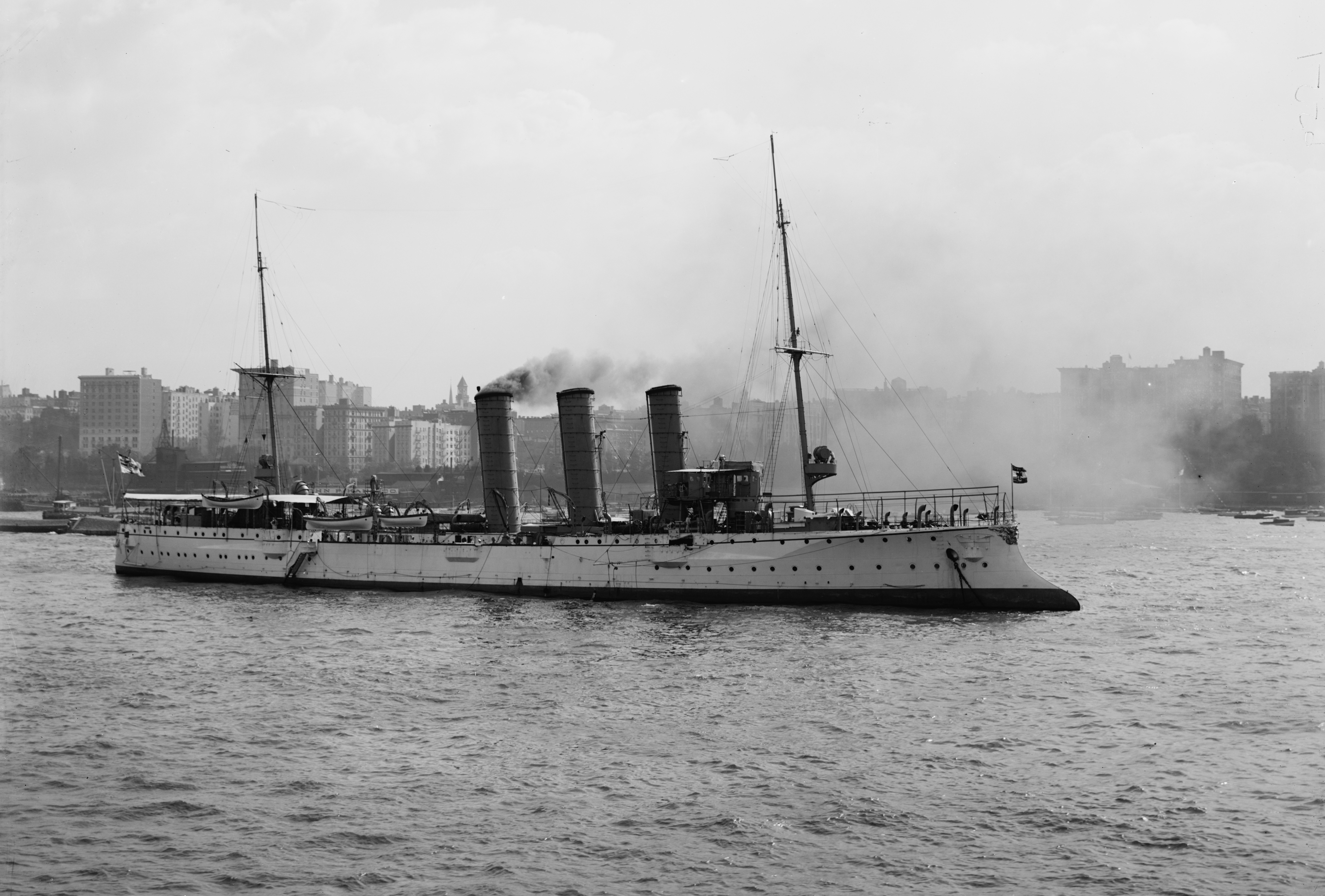
El SMS Bremen en Nueva York en 1909

Su blindaje vertical en la zona de artillería era de un máximo de 25 mm y el máximo horizontal de 50 mm, alcanzando su máximo en el puesto de mando con 100 mm.
Desde agosto de 1904 hasta enero de 1914 en que se ordena su retorno, esta unidad fue empleada en largas campañas en las costas sudamericanas, Estados Unidos, el Caribe y África. Arribó a Bremen el 15 de marzo de 1914, después de nueve años y medio de prestar servicio en ultramar. Es enviado a Wilhelmshaven donde con fecha de 27 de marzo es dado de baja. A principios de mayo de 1915 es reconstruido y se reemplazan 4 piezas de 105 mm por dos de 150 mm, y se modifican las chimeneas y mástiles. El 27 de mayo de 1915 es de nuevo dado de alta y realiza sus pruebas en el Mar Báltico y es asignado en agosto a las fuerzas de reconocimiento en esa zona, realizando operaciones que incluyeron bombardeos costeros entre julio y septiembre de ese año.
Durante la guerra, tuvo una vida operativa muy corta. El Bremen se hundió al chocar con dos minas el 17 de diciembre de 1915 cuando trataba de rescatar a la tripulación del torpedero V191, que asimismo había chocado con una mina en el mar Báltico, sufriendo 300 bajas. 
Del resto de las unidades de su clase, sólo dos de ellas tuvieron una vida operativa muy larga. El SMS Hamburg fue hundido durante un bombardeo aéreo en 1944, durante la Segunda Guerra Mundial, mientras era utilizado como buque cuartel para las tripulaciones de submarinos.
El SMS Berlín sobrevivió a la segunda gran guerra y fue hundido por los norteamericanos, con una carga de gas tóxico en el Mar del Norte.